# District de Laoshan
Le district de Laoshan (崂山区 ; pinyin : Láoshān Qū) est une subdivision administrative de la province du Shandong en Chine. Il est placé sous la juridiction de la ville sous-provinciale de Qingdao.